# Ewa Rzetelska-Feleszko
Ewa Rzetelska-Feleszko z domu Kamińska (ur. 14 maja 1932 w Warszawie, zm. 22 lutego 2009) – polska slawistka i polonistka, profesor nauk humanistycznych, pracownik naukowy Instytutu Slawistyki PAN w Warszawie.

## Życiorys
Urodziła się jako jedyne dziecko w rodzinie Aleksandra (1903–1978) i Janiny z domu Sokołowskiej (1899–1992).
W 1950 roku ukończyła liceum w Łodzi. Absolwentka Uniwersytetu Jagiellońskiego (1955). W 1971 roku otrzymała stopień naukowy doktora w Instytucie Słowianoznawstwa PAN na podstawie dysertacji Dawne słowiańskie dialekty województwa koszalińskiego. Najstarsze zmiany fonetyczne. W 1978 została doktorem habilitowanym na Uniwersytecie Łódzkim.. Tytuł rozprawy habilitacyjnej to Rozwój i zmiany toponimicznego formantu -ica na obszarze zachodniosłowiańskim. W 1988 naukowczynię podniesiono do godności profesora nauk humanistycznych. W latach 1972–2004 E. Rzetelska-Feleszko kierowała Pracownią Onomastyczną IS PAN, w latach 1990–1996 pełniła funkcję dyrektora Instytutu Slawistyki PAN.
Członek International Committe (Council) of Onomastic Sciences - ICOS, International Society for Dialectology and Geolinguistic oraz Komitetu Językoznawstwa, Komitetu Słowianoznawstwa, Towarzystwa Naukowego Warszawskiego, Polskiego Towarzystwa Językoznawczego, Instytutu Kaszubskiego, Komisji Ustalania Nazw Miejscowych i Obiektów Fizjograficznych w Polsce. W wymienionych gremiach polskich pełniła funkcje przewodniczącej, członka prezydium i inne.
Prowadzone badania naukowe: dialektologia, onomastyka i historia języka polskiego i języków zachodniosłowiańskich, w tym zwłaszcza łużyckiego, czeskiego, słowackiego, kaszubszczyzny, dialektów pomorskich; wielokierunkowe badania naukowe z zakresu onomastyki obejmujące różne kategorie nazewnicze oraz problematykę teoretyczną, strukturalną, kulturową; problematykę mniejszości narodowych i etnicznych; przewodniki językoznawcze: polonistyczny i slawistyczny.
W latach 2006–2009 członek Rady Muzeum Harcerstwa. Uczyniła wiele dla zachowania pamięci o swoim ojcu, hm. Aleksandrze Kamińskim, troszcząc się o jego spuściznę i udostępniając ją wszystkim zainteresowanym badaczom naukowym, historykom, muzeom. Współpracowała z Ruchem Drużyn Kamykowych ZHP.

## Wybrane publikacje
Autorka ponad 340 publikacji.
źródło
1. Polskie nazwy własne. Encyklopedia. Rzetelska-Feleszko Ewa [red]. Wydawnictwo IJP. Kraków 2005; ISBN 83-88866-25-7
2. Dawne Słowianskie Nazwy Miejscowe Pomorza Środkowego Jerzy Duma, Ewa Rzetelska-Feleszko. Zakład Narodowy im. Ossolińskich, Wrocław ISBN 83-04-01829-2
3. Dawne Słowiańskie Nazwy Miejscowe Pomorza Szczecińskiego. Jerzy Duma, Ewa Rzetelska-Feleszko, Hanna Pustoła-Ryzko. Slawistyczny Ośrodek Wydawniczy, Warszawa 1991; ISBN 83-900117-3-5
4. Językowa Przeszłość Pomorza Zachodniego Na Podstawie Nazw Miejscowych. Jerzy Duma, Ewa Rzetelska-Feleszko. Slawistyczny Ośrodek Wydawniczy, Warszawa 1996; ISBN 83-86619-41-4
5. Językoznawstwo Zachodniosłowiańskie W Polsce: Przewodnik. Ewa Rzetelska-Feleszko. Państwowe Wydawnictwo Naukowe. Warszawa, ISBN 83-01-07603-8
6. Mazowieckie Nazwy Terenowe Do Końca XVI Wieku. Adam Wolff, Ewa Rzetelska-Feleszko. Państwowe Wydawnictwo Naukowe, Warszawa, ISBN 83-01-03040-2.
7. Polskie Nazwy Wasne: Encyklopedia. Ewa Rzetelska-Feleszko [red.] Towarzystwo Naukowe Warszawskie. Wydawnictwa Instytutu Języka Polskiego PAN, ISBN 83-85579-89-3
8. Pomorze Zachodnie: Nasz Język Dawniej I Dziś. Ewa Rzetelska-Feleszko. Państwowe Wydawnictwo Naukowe, Warszawa, ISBN 83-01-06462-5.
9. Słowiańska Onomastyka: Encyklopedia. Jerzy Duma, Ewa Rzetelska-Feleszko, Aleksandra Cieslikowa. Tow. Naukowe Warszawskie, Warszawa 2002-03; ISBN 83-907328-7-4.
10. W Świecie Nazw Własnych. Ewa Rzetelska-Feleszko. Tow. Nauk. Warszawskie, ISBN 83-907328-9-0
11. Onomastyka I Dialektologia: Prace Dedykowane Pani Profesor Ewie Rzetelskiej-Feleszko. Hanna Popowska-Taborska, Jerzy Duma, Ewa Rzetelska-Feleszko, Instytut Slawistyki (Polska Akademia Nauk), Slawistyczny Ośrodek Wydawniczy, Warszawa ISBN 83-86619-32-5

## Życie prywatne
Jej mąż Kazimierz Feleszko także był slawistą. Była matką slawistek Anny Badyoczek i Katarzyny Hanke oraz lekarza Wojciecha Feleszko